# 楽天モバイル (企業)
楽天モバイル株式会社（らくてんモバイル、英: Rakuten Mobile, Inc.）は、東京都世田谷区に本社を置く日本の移動体通信事業者（MNO）。

## 概要
楽天グループの一部で、携帯電話の移動体通信サービスを提供する。
NTTドコモ、KDDI、ソフトバンクに続く、いわゆる第4の移動体通信事業者（MNO）である。
2018年4月6日、総務省の電波監理審議会で、楽天モバイルネットワーク株式会社に1.7GHz帯を割り当てることが決定し、MNO参入した。
2019年10月1日、MNOサービスを開始。無料サポータープログラムとして、5,000人を対象とする。
2020年3月3日、「Rakuten UN-LIMIT」のワンプランで、4月8日に本格サービスを開始すると発表した。自社通信網外においてはauプラチナバンドのローミングを用いる。
2019年4月1日より、それまで楽天株式会社（現:楽天グループ株式会社）本体が運営していた仮想移動体通信事業者（MVNO）サービスも運営している。2020年4月7日をもって新規受付を終了した。

## 主な事業
- 楽天モバイル
- Rakuten Turbo
- 楽天ひかり
- 楽天シニア
- 楽天ブロードバンド
- 楽天でんわ

### 終了した事業
- SMARTalk
- 国内・国際電話サービス（マイライン）[8]

## 使用する周波数帯
| 周波数帯 | バンド | 帯域幅           | 規格   |
| -------- | ------ | ---------------- | ------ |
| 1.7GHz帯 | 3      | 40MHz（20MHz×2） | 4G LTE |
| 1.7GHz帯 | n3     | 40MHz（20MHz×2） | 5G NR  |
| 3.7GHz帯 | n77    | 100MHz×1         | 5G NR  |
| 28GHz帯  | n257   | 400MHz×1         | 5G NR  |

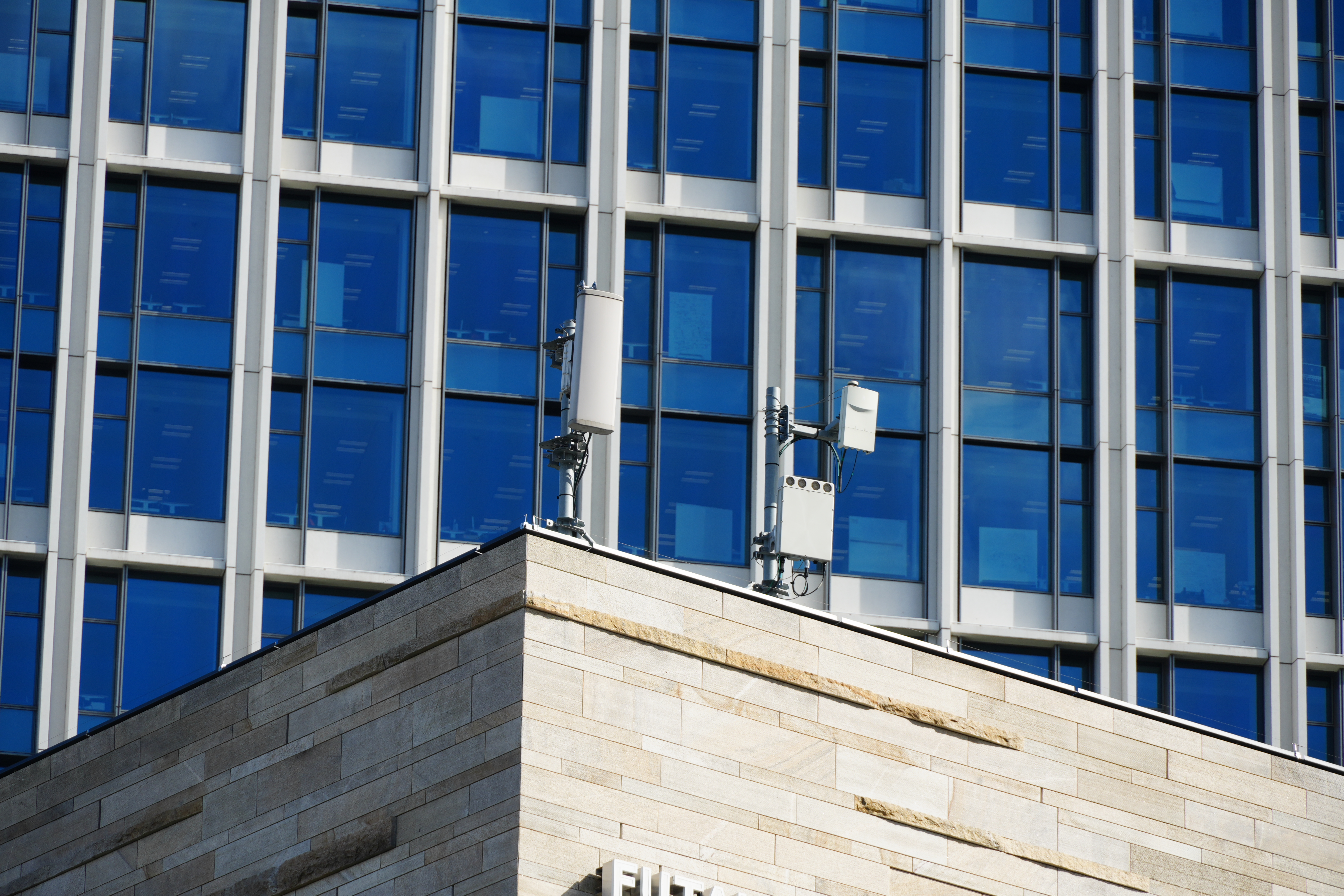
4G屋外基地局（1.7GHz帯・左）、5G屋外基地局（3.7GHz帯・右下、28GHz帯・右上）及び楽天グループ本社（背景のビル）

その他、日本国内のMNOに割り当てられた周波数帯については、携帯電話の周波数帯を参照のこと。

## 沿革
- 2017年（平成29年）12月14日 - 楽天が携帯電話（MNO）事業への参入を発表[9]。
- 2018年（平成30年）
  - 1月10日 - 楽天株式会社の100%子会社として楽天モバイルネットワーク株式会社を設立。以降、MNO参入に向け活動を始める。
  - 4月6日 - 総務省の電波監理審議会において1.7GHz帯が割り当てられる。
- 2019年（平成31年・令和元年）
  - 1月23日 - 関東、東海および近畿地方における1.7GHz帯を用いる特定無線局の包括免許を取得[10]。
  - 2月12日 - 世界初のエンドツーエンドの完全仮想化クラウドネイティブネットワークにおいて実証実験に成功[11]。
  - 4月1日 - 商号を楽天モバイル株式会社に変更[12]。楽天株式会社より仮想移動体通信事業者（MVNO）事業を継承[6]。
  - 4月10日 - 5G用周波数帯（3.7GHz,28GHz帯）が割当。
  - 7月1日 - 楽天コミュニケーションズより国内・国際電話やISP事業など7事業を継承[13]。
  - 9月1日 - 合同会社DMM.comよりMVNOサービス「DMM mobile」、インターネット接続サービス「DMM光」を継承[14]。
  - 9月24日 - 九州総合通信局から包括免許を取得し、全国の総合通信局等から特定無線局の包括免許の取得を完了[15]。
- 2020年（令和2年）
  - 3月3日 - 同年春より日本国全土でMNOサービスを開始すると発表。
- 2021年（令和3年）
  - 4月14日 - 東名阪以外での5G用周波数帯（1.7GHz帯）が追加割当。
  - 4月22日 - 同社カンファレンスにてApple iPhoneの取り扱いを発表。
- 2022年（令和4年）　　　　
  - 2月4日 - 楽天モバイルの自社回線による4G(LTE)エリアが、当初の目標としていた国内人口カバー率96%を達成。
- 2023年（令和5年）
  - 1月26日 - ホームルーターサービス「Rakuten Turbo」の提供を開始[16]。
  - 1月30日 - 法人向けサービスの提供を開始[17][18]。
  - 4月26日 - AST SpaceMobile（アメリカ）・Vodafone（イギリス）・AT&T（アメリカ）と共同で行った低軌道衛星を介した市販スマートフォン同士でのモバイルブロードバンド通信（エンドツーエンド音声通話）の実験に成功[19]。
  - 10月23日 - 総務省から4G（プラチナバンドである700MHz帯）周波数帯の割り当てを受けたことを発表[20]。
- 2024年（令和6年）
  - 1月31日 - 楽天コミュニケーションズから承継した加入電話における国内・国際電話サービスの提供終了[21]。
  - 6月27日 - 700MHz帯（プラチナバンド）の商用サービス提供を開始[22][23]。
- 2025年（令和7年）10月 - U-NEXTと協業して、セットプラン「Rakuten最強U-NEXT」の提供を開始予定[24]。

## 諸問題・不祥事等

### Rakuten MiniのBand 1使用不可問題
楽天モバイルは同社で販売している「Rakuten Mini」の一部端末において、総務省に届出を行わずに一部周波数を削除するなどの仕様変更を行い、その結果、ユーザーから「Band 1が使えない」といった声が挙がった。総務省から2020年7月10日付で、以下の電波法違反による行政処分を受けた。なお、行政指導は通算で5回目となった。
行政指導の内容
- 工事設計合致義務に違反し、認証工事設計に合致しない機器（携帯端末）を認証工事設計に基づく適合表示無線設備として、製造・販売を行っていた。
- 総務省より、付与された工事設計認証の番号とは異なる番号を表示した特定無線設備の製造・販売を行っていた。
- 対応周波数帯が異なる3種類の各機器（携帯端末）の対応周波数帯等の違いについて、消費者に対して説明を行わず、販売を行っていた。

### 料金管理システム不具合による携帯端末代金一括請求問題
2020年3月頃からネットクラッカー（NECの子会社）が開発した料金管理分野のシステムに不具合が発生し、楽天モバイルにて携帯端末を購入し、分割払いを選択した一部ユーザーに対して、誤って一括払いの処理を行った。この処理により被害を受けたユーザーの中にはクレジットカードの限度額に達したり、信用情報（クレジットヒストリー）に傷が付くなどのトラブルも発生した。
楽天モバイルは2020年10月6日にお詫びのプレスリリースを発表し、被害を受けたユーザーに対しての一括請求を取り消し、クレジットカード会社や信用情報機関に対してクレジットヒストリーを修正する手続きを行うことを明らかにした。

### 楽天モバイル転職のソフトバンク元社員逮捕
2021年1月、ソフトバンクから楽天モバイルに転職し、勤務していた社員が不正競争防止法違反容疑で警視庁に逮捕された。
警視庁によると、容疑者は不正に利益を得る目的で19年12月ごろ、パソコンを操作してクラウドサーバーにアクセスした。ネットワーク情報ファイルを電子メールに添付して自身に送り、複製するなどして営業秘密を得たという。
不正に持ち出された営業秘密は第4世代通信技術（4G）、第5世代（5G）ネットワーク用の基地局設備や基地局同士を結ぶ固定通信網に関する技術情報などで、法人顧客取引先に関する情報は含まれていないという。
ソフトバンクは楽天モバイルが営業秘密を既に何らかの形で利用している可能性が高いと認識しており、楽天に対し営業秘密の利用停止と廃棄などを求める民事訴訟を提起する予定。
これに対し、楽天モバイルは社員が同法違反の容疑で逮捕されたことを認めた上で、社内調査で同社員が前職により得た営業情報を業務に利用していたという事実は現時点まで確認されていないと説明し、5Gに関する情報も含まれていないと述べた。
2021年5月6日、ソフトバンクは元社員と転職先の楽天モバイルに対し、10億円の損害賠償と基地局の使用差し止めや廃棄などを求める訴えを東京地方裁判所に起こした。ソフトバンクは「持ち出された情報が、楽天モバイルが業務上利用するサーバーに保存され、ほかの社員が見られる状態にあったことを確認している」と主張していて、今後の審理の状況に応じて請求額が増えることがあるとしている。
2022年12月9日、東京地方裁判所は「転職先での職務に役立てようとした」として、元社員に懲役2年執行猶予4年、罰金100万円を言い渡した。

### iPhone着信不可問題
2021年夏頃から楽天モバイルの回線でiPhoneの端末を利用した場合、電話を受けても着信の表示が出ないという指摘がインターネット上にて相次いでいた。これらについて、楽天モバイルは2021年11月までコメントをしていなかったが、同年12月に総務省がこの問題についての原因究明を求める要請を行ったことを受けて、同月22日までにこの不具合について正式公表し、謝罪した。
2021年12月28日、楽天モバイルはソフトウェアアップデートにより、不具合が解消したことを発表した。なお、この事象はパートナー回線であるKDDI（au）のエリア内において発生していたが、楽天モバイルネットワーク側のシステムに起因する問題だったとしている。

### 従業員関与による取引先からの不正請求事件
取引先である物流会社大手の日本ロジステックから、当時楽天モバイルに勤務していた従業員が関与する形で、不正に水増し請求を受けていたことが2022年9月2日の朝日新聞の報道で判明した。
日本ロジステックは楽天モバイルの基地局建設の際に、建設部材の保管・輸送の業務を請け負っていたが、当該従業員が実質的に支配していた京都府城陽市の法人に対するコンサルタント料などを不正に上乗せし、楽天モバイルに請求していた。損害額は約46億円に上り、一部は当該従業員側に還流していたと見られている。
一連の行為が発覚したのを受け、楽天モバイルは日本ロジステックに対し預金の仮差し押さえを東京地方裁判所に申し立て認められた。あわせて当該従業員も8月12日付で懲戒解雇するとともに警察に告発、今後は日本ロジステックも含め刑事民事両面で責任追及を行うことを明らかにしている。
この差し押さえが元となって、日本ロジステックは入出金が不可能となっただけでなく、売掛金の支払いも拒否されたことから資金繰りが逼迫、8月30日に子会社の日本ロジステックサポートとあわせて東京地裁に民事再生法の適用申請を行っている。日本ロジステックは9月1日に行った債権者説明会において、本事案について「責任ある役員については然るべき対応をする」と表明している。なお、日本ロジステックは2023年1月に設立したUTロジスティクスが同年8月に吸収分割で事業継承している。
これに関連する形で日本ロジステックの下請けとなっていた運送会社TRAILと同社のグループ会社である派遣業者IMAXも操業を停止し経営が悪化、IMAXは12月14日に東京地裁に自己破産を申請し16日に手続き開始決定を受け、TRAILも2023年1月13日に事業を停止し自己破産を申請する見通しとなった。その後、東京国税局がTRAILの税務調査を実施したことが判明、この中で2022年3月期までの3年間で下請け会社に対しての経費支払いの偽装や外注費等の水増し請求を行ったとして、70億円超の所得隠しを指摘されていたことが分かっている。また、他の下請け・孫請け企業にも代金未払いが発生しており、このうち福岡県にある2社はTRAILに対し工事代金の支払いを求めて提訴、2023年3月に請求を認める判決が出ている。下請け・孫請け企業は楽天モバイル側に対しても救済対応を求めている。
2023年3月3日、水増しした業務委託料を楽天モバイルに支払わせたとして、警視庁は楽天モバイルの元物流管理部長と日本ロジステックの元常務、TRAILの社長の3人を詐欺の疑いで逮捕した。元部長は別のネット通販大手から2018年に楽天グループに転職、物流の業務に精通していたことを買われ翌2019年に楽天モバイルに移り、物流管理部長として基地局建設資材の物流全般を統括していた。警視庁の捜査によれば、元部長が楽天モバイルが基地局整備を急ぐ状況を悪用し、日本ロジステック元常務及びTRAIL社長と共謀、元部長が主導する形で水増し請求を行い、不正請求は2021年12月末までに総額約300億円に上り、このうち100億円近くが実態のない業務を水増し請求したことによる、楽天モバイルの損害額になるとわかった。水増し分は2社から元部長の妻が代表を務める法人や運送会社4社などを経由して部長自身の口座へコンサルタント料や輸送費などの名目で振り込ませることで還流させ、不動産や高級車の購入資金に充てていたとされている。同年6月1日、警視庁は詐取金を正当な事業収入と偽るなど資金洗浄したとして、組織犯罪処罰法違反（犯罪収益の隠匿）容疑で元部長を再逮捕し、同法違反（犯罪収益収受）容疑で元部長の妻を逮捕した。
同年11月、東京国税局が元部長とTRAILの計約18億円相当の資産を差し押さえていたことがわかった。元部長は所得を隠したとして所得税約10億円を追徴課税され、TRAILも70億円超の所得隠しを指摘され、重加算税を含めた追徴税額は約30億円に上っていた。同国税局は納税の見通しが立たないとして、元部長の所有する不動産やTRAILの現金などを差し押さえた。
2024年1月10日、TRAIL社長に対する裁判の判決が東京地裁であり、懲役6年（求刑同9年）の実刑判決が言い渡された。同年9月24日には楽天モバイルがTRAIL社長に計約63億円の損害賠償を求めた訴訟の判決が東京地裁であり、全額の支払いが命じられた。

### 情報漏洩報告遅延問題
2025年2月に楽天モバイルの通信回線が不正契約され、摘発された際にこの事件の犯人らが7002回線（4609人分）の専用ページをログインし、通話やショートメッセージサービス送受信の履歴が不正に閲覧していたのを楽天モバイル側で把握していたにも関わらず、電気通信事業法に基づく総務省への報告が3か月以上遅れたとして、総務省は2025年8月19日付で行政指導を行った。

## CM

### 出演者
- 米倉涼子（2020年 - 現在）
- 今田美桜

過去
- 川平慈英（楽天カードマン）
- お買い物パンダ、子パンダ
- 広末涼子
- サンドウィッチマン
- 田中将大
- ゆず - CMソングとしてOfficial髭男dismの藤原聡と共作した「RAKUEN」が使用されている。

- YOSHIKI
- ローラ